# Quadruplex

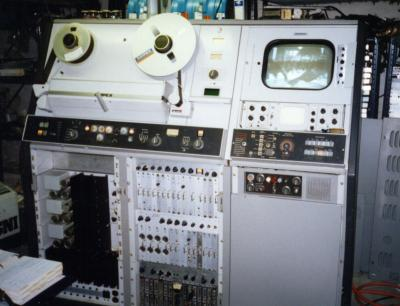
Ampex VR2000, ein Quadruplex-Videorekorder – Gewicht ca. 600 kg

Quadruplex, auch Zwei-Zoll-Quadruplex oder Zwei-Zoll-Quad, war das erste praxistaugliche Videorekordersystem weltweit, das 1956 von Ampex entwickelt wurde.
Erstmals im Rahmen eines regulären Sendebetriebs kam die neue Technik am 30. November 1956 zum Einsatz, als CBS mit einer Ampex VRX-1000 VTR die abendliche Nachrichtensendung „Douglas Edwards and the News“ im Studio in Hollywood aufzeichnete. Die Sendung mit einer Dauer von fünfzehn Minuten wurde später zeitversetzt an der Westküste ausgestrahlt.
Quadruplex benutzt ein Magnetband mit zwei Zoll (5,08 cm) Breite, das für heutige Verhältnisse mit einer sehr geringen Aufzeichnungsdichte beschrieben wird. Ein Bild wurde alle 15 bis 16 Zeilen in Spuren geteilt. Die Bandgeschwindigkeit beträgt 15 Zoll (38,1 cm) pro Sekunde.
Die Videobandbreite dieses Formates ist so hoch, dass es mit nur geringen Veränderungen auch für die später eingeführte Farbvideoaufzeichnung verwendet werden konnte.
Bei modern ausgerüsteten Anstalten wie dem ZDF wurde Quadruplex (umgangssprachlich Zweizoll genannt) in den 1980er Jahren aus dem Sendebetrieb genommen. Hauptgrund dafür war die vergleichsweise personalintensive Bedienung der Anlagen. Zur Nutzbarhaltung von Archivbeständen wurden jedoch einzelne Maschinen („Sondergeräte“) bis nach der Jahrtausendwende behalten.
Das Format ist auch heute noch in einigen Fernsehstudios im Einsatz. Als das afghanische Fernsehen seine Sendungen wieder aufnahm, waren dort einige dieser Maschinen im regulären Sendebetrieb.
Abgelöst wurde es im Fernsehproduktions- und Sendebetrieb durch die mit 1 Zoll (2,54 cm) breitem Magnetband auf offenen Spulen arbeitende 1-Zoll-B- und 1-Zoll-C-Technik, aber auch durch die professionellen Videokassetten-Formate wie U-Matic, Betacam-SP bzw. Digital Betacam. Mittlerweile setzen die meisten Sender auf dateibasierten Produktionsbetrieb und somit auf IT-Tapes, wie z. B. LTO.